# Bruscello (teatro)

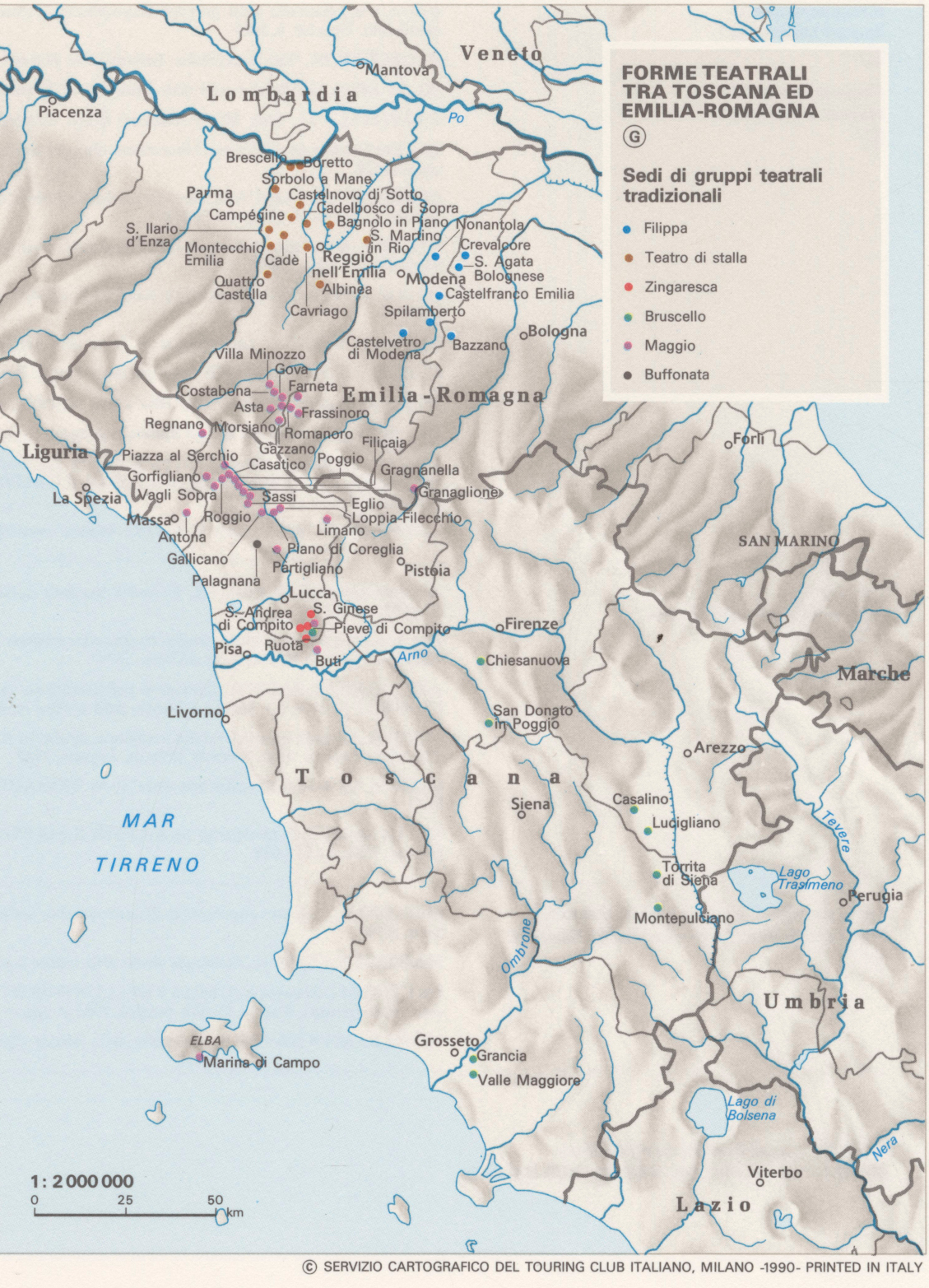
Mappa delle forme teatrali popolari in Toscana ed Emilia-Romagna

Il bruscello è una forma arcaica di teatro popolare toscano, profondamente legato al mondo contadino ed oggi quasi estinto.

## Etimologia
Il termine bruscello deriva dalla parola "arbusto" ed indica in dialetto toscano un ramo frondoso ed eventualmente ornato. Questa etimologia è quella teorizzata nell'Ottocento; più probabilmente "bruscello" deriva da "bruzzello", una specie di lanterna in cui era bruciata legna resinosa la cui luce doveva disorientare gli uccelli stanati dai loro pagliai, loro rifugi notturni. I contadini parlavano infatti di caccia col bruscello. Da questa usanza nacque una farsa teatrale in cui si rappresentavano i cacciatori che magnificavano con grandi bugie i loro successi venatori. Successivamente, il bruscello venne utilizzato per raccontare le gesta di eroi come Fioravante, Buovo d'Antona (personaggi dei Reali di Francia), oppure vicende tratte dalla Bibbia.

## Descrizione
È una forma di teatro popolare originario della provincia di Siena e diffuso poco oltre, principalmente nella parte meridionale della provincia di Firenze e nella zona occidentale, tra Pescia e Lucca.
La rappresentazione è cantata, in ottava rima, generalmente con un accompagnamento musicale basato sulla ripetizione di semplici motivetti, spesso con improvvisazioni volte ad evidenziare particolari situazioni sceniche.
Con la fine della mezzadria e l'inurbamento, il bruscello è rapidamente declinato già dalla metà del XX secolo, sopravvivendo solo nelle rappresentazioni di pochissime compagnie teatrali per lo più amatoriali.

## Tradizione
Gli attori erano contadini che fungevano da bruscellanti per diletto o con la speranza di ricevere un pasto come ricompensa per lo spettacolo.
Le storie erano legate sia alla letteratura classica che alla mitologia, oppure potevano essere composte in base ai recenti accadimenti della zona (infatti, una trama consueta poteva essere un amore contrastato).
I bruscellanti si muovevano per la campagna raggiungendo il podere che aveva organizzato l'evento tenendo il bruscello ben evidente, affinché si potesse averne notizia; il bruscello veniva piantato ed utilizzato come elemento centrale (e spesso unico) della scena.
L'origine di questa tradizione è persa nei secoli passati e non definibile, data anche la generale assenza di documentazioni fino ai primi studi sul folklore contadino di fine XIX secolo.